# Калузький приладобудівний завод «Тайфун»

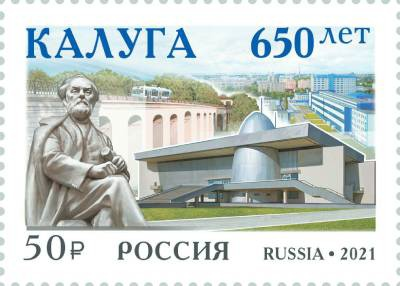
Приладобудівний завод «Тайфун» (праворуч угорі) на поштовій марці Росії 2021 року, присвяченій 650-річчю Калуги (ЦФА [ АТ «Марка» ] № 2797)

Калузький приладобудівний завод "Тайфун" (скорочено - АТ "Тайфун") — російське акціонерне товариство, одне з найбільших промислових підприємств Калузької області, що успішно веде розробку та виробництво складної радіоелектронної техніки цивільного та спеціального призначення. Штаб-квартира компанії розташована у Калузі. Підприємство входить до Концерну «Морінформсистема-Агат».
Станом на 2015 рік на заводі працювало близько 2000 осіб, із них розробками займаються близько 350.

## Історія
Рішення про початок будівництва приладобудівного заводу «Тайфун» у місті Калуга було прийнято у 1970 році Постановою ЦК КПРС та РМ СРСР від 1.09.1969 р. № 715-250 «Про план проектування та програму будівництва кораблів та суден на 1971-80 рр.»
1 лютого 1973 року завод наказом Мінсудпрому СРСР від 18.01.1973 року № 13 внесений до списку діючих заводів країни.
Спочатку на завод покладалися завдання з організації серійного виробництва корабельних радіолокаційних станцій та комплексів видачі цілевказівки типу «Гарпун», «Галс», «Топаз», «Гарпун Б» розробки провідних НДІ СРСР, у тому числі, ЦНДІ «Граніт» (м. Ленінград), ВНДІ «Квант» (м. Київ), ВНДІ "Альтаїр" (м. Москва).
У 1970-ті роки заводом керував директор Віталій Буригін, багато в чому завдяки йому завод став самостійним успішним підприємством, а довкола нього почав зростати новий житловий мікрорайон Калуги, назву якого дав завод.
У 80-х роках завод спеціалізується на створенні РЛС, що забезпечують освітлення повітряної та надводної обстановки, цілерозподіл та цілезазначення системам управління корабельних артилерійських та ракетних комплексів у складних умовах перешкод.
У цей час завод здійснив серію експортних поставок радіолокаційних станцій «Гарпун-Э», «Позитив-Э» та берегових ракетних комплексів «Рубіж» для збройних сил Алжиру, Болгарії, В'єтнаму, НДР, Лівії, Польщі, Індії, Сирії, Югославії, Юго .
З 1992 року завод очолював В. С. Немиченков  .
17 червня 1994 року завод перетворено на АТВТ і приватизовано із закріпленням 25,5 % акцій у федеральній власності.
У період 90-х років впали обсяги виробництва заводу, чисельність штату значно скоротилася. Однак було збережено основні технології, дієздатність конструкторських та технологічних служб, зв'язки з постачальниками, що дозволило й надалі освоювати випуск та проводити модернізацію складних радіотехнічних комплексів.
Одночасно завод почав випускати цивільну продукцію: радіорелейна станція, медичне обладнання з діагностики захворювань, стаціонарний металовіявляч «Гвоздика». Справжнім успіхом для заводу став випуск дитячих спортивних комплексів «Юніор» - вони стали добре йти на експорт до Німеччини та США, і до 1993 товари народного споживання від загального обсягу виробництва заводу склали 34,1%  .
25 червня 1998 року завод перетворено на Відкрите акціонерне товариство, а влітку 2015 року на акціонерне товариство (АТ).
З 27 червня 2002 року завод отримав статус науково-виробничого підприємства, при Раді директорів заводу створено Науково-технічну Раду. У лютому 2003 року було укладено договір про співпрацю з Калузькою філією МДТУ ім. М.Е. Баумана  У результаті на підприємстві з'явилася філія університетської кафедри. Станом на 2015 рік на заводі працюють чотири кандидати наук, а ще 15 заводських аспірантів готуються до захисту своїх дисертацій .
З 2004 року входить до концерну «Морінформсистема-Агат».
Станом на червень 2012 року на підприємстві працювало 2073 особи.
Виручка "Тайфуну" за 1 півріччя 2012 року знизилася на 16% - до 969 млн руб. проти 1.161 млрд руб. роком раніше; при цьому чистий прибуток зменшився вдвічі - до 41 млн руб. в порівнянні з 82 млн руб. за аналогічний період минулого року .
18 серпня 2016 року відбулася церемонія відкриття житлового селища «Тайфунська слобода», збудованого на власні кошти заводу для своїх співробітників .
1 червня 2018 року на честь заводу «Тайфун» у Калузі було встановлено пам'ятну стелу. У церемонії відкриття взяли участь Міський Голова Дмитро Розумовський, перший заступник губернатора Дмитро Денисов, керівники та співробітники підприємства .

## Продукція
За всю історію свого існування Калузький приладобудівний завод випустив понад десять тисяч складних радіотехнічних комплексів для оснащення ними кораблів військового та цивільного флоту Росії.
Основним напрямом діяльності є виробництво складних радіоелектронних корабельних та берегових комплектів для потреб ВМФ та цивільних служб як Росії, так і низки зарубіжних держав, а також блоків живлення, імпульсних систем вторинного електроживлення для будь-якої радіоелектронної апаратури, електронних систем безпеки, виявлення та контролю доступу.
Конкретні нові види продукції, що виробляються підприємством, не підлягають розкриттю відповідно до п. 36 Указу Президента РФ від 30.11.95 р. № 1203 у зв'язку із приналежністю підприємства до оборонної галузі.
При цьому відомо, що один з основних виробів на 2015 рік - береговий ракетний комплекс "Бал-Э", також серійно випускає російський мобільний береговий комплекс радіорозвідки" Моноліт-Б"  і корабельну трикоординатну активну радіолокаційну станцію (РЛС) "Позитив-М", призначену для виявлення і супроводження повітряних, в тому числі низько літаючих, і надводних цілей ,. Також випускає товари народного споживання (дитячі спортивні комплекси "Юніор", металошукач "Гвоздика").

## Санкції
25 лютого 2023 року, на тлі вторгнення Росії в Україну, завод потрапив під санкції всіх країн Євросоюзу за виробництво та постачання систем озброєння, які «активно використовуються російськими збройними силами в агресивній війні проти України» .
Береговий ракетний комплекс Бал-Э, розроблений АТ «Тайфун» для Міністерства оборони РФ, був використаний російськими збройними силами для пуска крилатих ракет по Україні, зокрема по Одеській області в червні 2022 року. Окрім того, береговий тактичний ракетний комплекс «Рубеж-МЭ», розроблений АТ «Тайфун», використовувався російськими збройними силами для пуска крилатих ракет з Кримського півострова з початку агресивної війни Росії проти України.— «Офіційний вісник Європейського Союзу», Брюсель, 25 лютого 2023 року
21 лютого 2024 року завод включений до списку санкцій Канади проти організацій пов'язаних з військово - промисловим комплексом  . Також, відповідно, завод знаходиться під санкціями США , України та Швейцарії .

## Статті та публікації
- Немыченков В. ОАО «Калужский приборостроительный завод «Тайфун»: перспективы и возможности // Военный парад : журнал. — 2002. — Т. 51, № 03 (май-июнь). — С. 84—86. — ISSN 1029-4678.